# Lafiagi
Lafiagi este un oraș din Nigeria. În 2009 avea 31691 de locuitori.